# 長村瑞臣
長村 瑞臣（おさむら ずいしん、1942年 - ）元日産の自動車クラブのひとつSCCNに所属していたアマチュアドライバーで、スカイライン2000GT-R52勝（諸説あり）のうち4勝を挙げた。

## 経歴
1967年にフェアレディ2000でデビューし、早くもその年の10月のレースで初優勝を遂げる。1968年の「68日本グランプリ」では予選落ちを喫したが、翌69年の「69JAFグランプリ」ではワークスGT-Rの初陣メンバーのひとりに選ばれ、ワークスGT-Rをドライブした（結果はリタイヤ）。これを機にフェアレディ2000からGT-Rに乗り換え、主に耐久レースで短期間のうちにクラス優勝を含めた4勝を挙げるなど力を発揮した。将来を嘱望されていたが、諸事情により同年中に引退した。